# Bremelanotyd
Bremelanotyd – organiczny związek chemiczny z grupy oligopeptydów, zbudowany z 7 aminokwasów tworzących strukturę cykliczną. Strukturalny analog melanotropiny. Potencjalny lek w terapii dysfunkcji seksualnych, zarówno u mężczyzn (zaburzenia erekcji), jak i u kobiet (zanik pobudzenia seksualnego). Bremelanotyd jest jedynym syntetycznym afrodyzjakiem. Różni się znacznie od Viagry tym, że celem jego działania jest ośrodkowy układ nerwowy, a nie bezpośrednio układ krwionośny.
Bremelanotyd pierwotnie badany był w formie spreju do nosa, jednak po fazie 2A badań klinicznych, forma ta została wycofana z powodu niepożądanego wzrostu ciśnienia u niektórych pacjentów. Do fazy 2B badań producent zapowiedział opracowanie bremelanotydu w formie iniekcji podskórnych.